# Amir Hamzah
Tengku Amir Hamzah (ur. 28 lutego 1911, zm. 20 marca 1946) – indonezyjski poeta.
Autor wierszy mistycznych o wyszukanej formie, zostały wydane w zbiorach Nyanyi sunyi („Ciche pieśni”, 1937) i Buah rindu („Owoce tęsknoty”, 1941).
Był jednym z założycieli magazynu „Pudjangga Baru”.
Poparł ruch „Wielkiej Indonezji”, stawiając ideał zjednoczonej i nowoczesnej Indonezji ponad tradycyjnym społeczeństwem malajskim. Zabiegał o rozwój języka indonezyjskiego w randze języka literackiego. 
Pośmiertnie, w 1975 r., został uhonorowany tytułem Bohatera Narodowego Indonezji.